# زجاجیه
زُجّاجیه یا آبگینهٔ چشم (به انگلیسی: Vitreous humour، به‌معنای: نَمِ شیشه‌ای) مایع لزج و شفافی است که فضای پشت عدسی چشم را پر کرده است؛ و توسط برخی از سلول‌های شبکیه تولید می‌شود. این مادهٔ مایع ۸۰ درصد حجم چشم را تشکیل می‌دهد و ۹۵ درصد ترکیب آن آب و باقی انواع نمک‌ها و گلوکز است. ضریب شکست زجاجیه ۱٫۳۴ است. واژه زجاجیه از ریشه عربی زجاج، به معنی شیشه‌ای است.

## کالبدشناسی و کارکرد
زجاجیه ماده‌ای ژله‌مانند و بی‌رنگ است که عروق خونی ندارد و از این‌رو برای عبور نور شفاف است. در سطح جلویی آن فرورفتگی وجود دارد که عدسی روی آن تکیه می‌کند. زجاجیه چهار پنجم حجم کره چشم را اشغال می‌کند. سطح عقبی آن در تماس با دیسک بینایی و اطراف آن در تماس با شبکیه و سطح قدامی آن در تماس با سطح خلفی عدسی چشم است
زجاجیه فضای پشتی چشم را که محوطه پشت عدسی چشم تا سر عصب بینایی پر می‌کند و باعث حفظ شکل کروی چشم می‌شود و همراه با زلالیه فشار درون چشم را ثابت نگاه می‌دارد. به علاوه، زجاجیه لایهٔ گیرنده‌های نوری و شبکیه را بر روی مشیمیه فشار می‌دهد و آن را در جای خود ثابت می‌کند. همچنین، زجاجیه با جذب بخشی از پرتوهای فرابنفش از شبکیه محافظت می‌کند.
زجاجیه فضای واقع در عقب عدسی و رباط آویزان‌کننده را اشغال می‌کند و در مقابل سطح خلفی عدسی فرورفته است. زجاجیه در محیط عدسی با رباط آویزان‌کننده و تنه مژگانی مجاورت دارد و در عقب کمی به سطح داخلی شبکیه چسبیده با این حال به‌راحتی می‌توان آن را جدا کرد.
زجاجیه از یک پردهٔ شیشه‌ای‌شکل، بنام هیالوئید پوشیده شده است و مجرای ستیلینگ یا مجرای گلو که از ضخامت آن عبور می‌کند.
زجاجیه باعث حفظ شکل کروی اسکول چشم می‌شود، و همراه با زلالیه فشار درون چشم را ثابت نگه می‌دارد. به علاوه، زجاجیه لایهٔ نازک شبکیه را بر روی مشیمیه فشار می‌دهد و آن را در جای خود ثابت می‌کند. همچنین، زجاجیه با جذب بخشی از پرتوهای فرابنفش، از شبکیه محافظت می‌کند.
ماده زجاجیهٔ چشم دارای ترکیبی مشابه مایع مغزی - نخاعی و سرم است و در عین حال پس از مرگ از آلودگی‌های خون، باکتری‌ها و اتولیز جسد، نسبتاً مصون است. ماده زجاجیه به ویژه به علت نمونه‌گیری ساده و بدون نیاز به کالبدگشایی از نمونه‌های مورد توجه در پزشکی قانونی است.
سطح پتاسیم زجاجیه در کودکان بسیار سریع‌تر از بزرگ‌سالان افزایش می‌یابد، به همین علت تعیین زمان مرگ در کودکانی که با استفاده از منحنی‌های بالغین انجام گرفته باشد، بیش از زمان مرگ واقعی آن‌ها است.

## آسیب‌ها
در افراد سالمند که احتمال جدا شدن مایع زجاجیه از شبکیه وجود دارد می‌تواند مشکل مگس‌پران چشم خوش‌خیم چشم رخ دهد. در این بیماری، جلوی دید یک یا دو چشم، دانه‌هایی حرکت می‌کنند که با حرکت چشم‌ها به چپ یا راست یا بالا و پایین، این اجسام نیز در همان جهت حرکت دارند. برخی بیماران نیز این اشکال شبیه بال مگس و غیره توصیف می‌کنند.
مریضی دیگر زجاجیه آب مروارید و آب سیاه است.
سیر طبیعی جدا شدن زجاجیه از شبکیه، پدیده طبیعی سن است و چون زجاجیه رفته‌رفته رقیق می‌شود و این جدایی در هر دو چشم، همزمان یا با فاصله زمانی ممکن است پیش بیاید.
پژوهشگران دانشگاه کالیفرنیا در مطالعه‌ای دریافتند که درصد بالایی از بیماران بهبودیافته از کووید-۱۹ دچار التهاب چشمی شده‌اند که نوعی التهاب عصبی است. برپایه نتایج اسکن چشم این بیماران، وجود سلول‌های ملتهب متعدد در حفره زجاجیه غیرعادی است، زیرا زجاجیه بخشی از چشم است که است که به علت نداشتن ارتباط خونی مستقیم از فرآیندهای ایمنی جدا است.